# Pulsatilla tarnoviensis
Pulsatilla tarnoviensis är en ranunkelväxtart som beskrevs av Zapal.. Pulsatilla tarnoviensis ingår i släktet pulsatillor, och familjen ranunkelväxter. Inga underarter finns listade i Catalogue of Life.